# Đại giáo đoàn

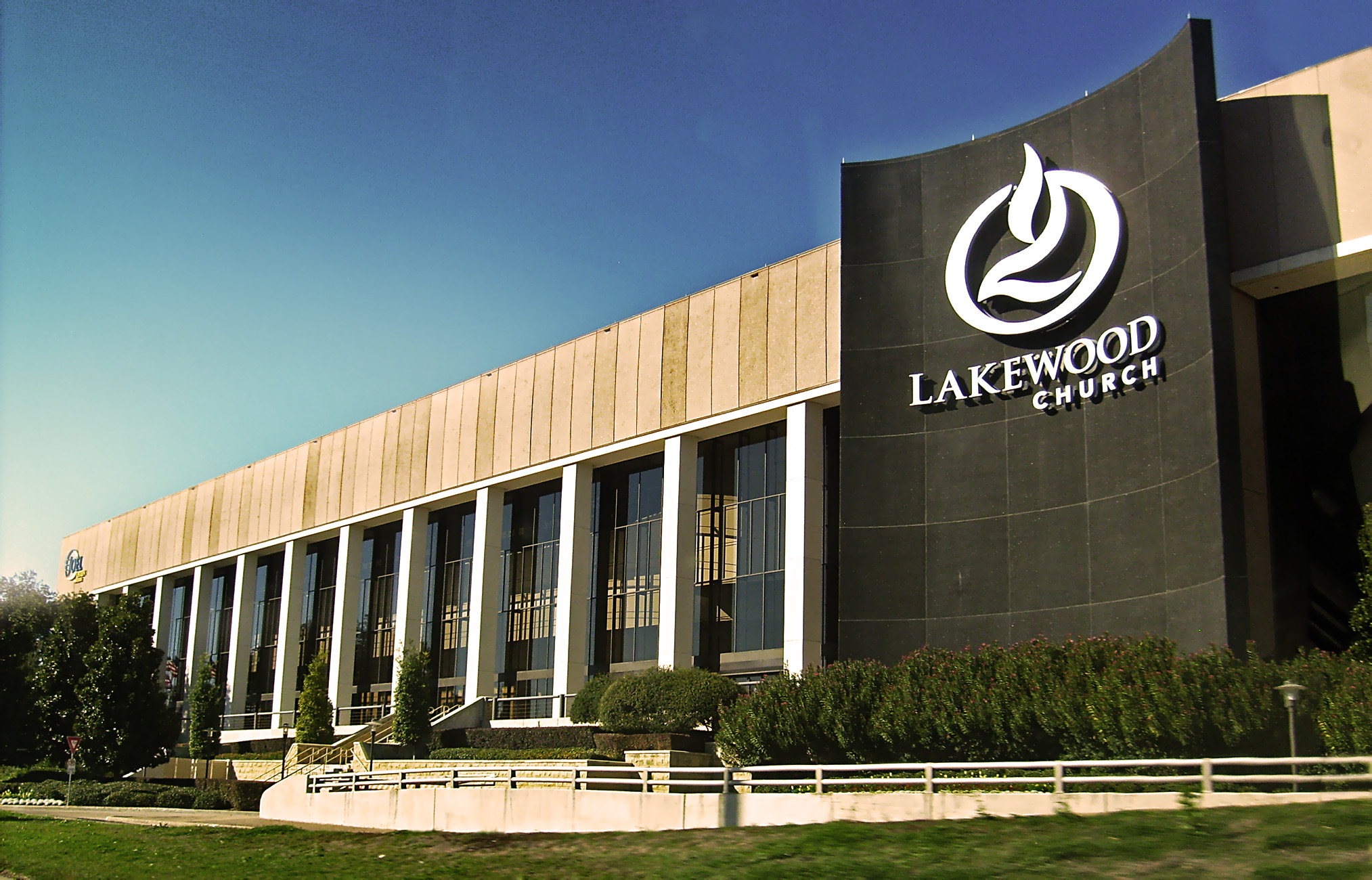
Nhà thờ Lakewood, Houston, Texas,
mỗi tuần thu hút 43 500 người đến dự bốn lễ thờ phượng tiếng Anh và hai lễ thờ phượng tiếng Tây Ban Nha, là đại giáo đoàn lớn nhất Hoa Kỳ.

Đại giáo đoàn (megachurch) thường được định nghĩa là một nhà thờ lớn với số người đến tham dự các lễ thờ phượng mỗi tuần là hơn 2.000.
Trên thế giới, những đại giáo đoàn được xem là tiêu biểu cho sự phát triển của cộng đồng Kháng Cách (Protestant), các đại giáo đoàn thường thách thức những vị trí và chức năng mà các giáo phái trong cộng đồng lâu nay vẫn đảm nhiệm như thi hành mục vụ và đào tạo chức sắc. Hầu hết các đại giáo đoàn đều có khuynh hướng Tin Lành (Evangelical) hoặc Ngũ Tuần (Pentecostal).
Nhà thờ Yoido Full Gospel ở Seoul, Hàn Quốc (với 780.000 thành viên năm 2003), được xem là giáo đoàn lớn nhất trên thế giới. Trong số những đại giáo đoàn nổi bật khác có thể kể tên Nhà thờ Hillsong tại thành phố Sydney, Úc (có 15.000 người đến dự lễ thờ phượng mỗi chủ nhật), cùng với nhiều đại giáo đoàn khác ở Hoa Kỳ, dễ dàng tìm thấy trong những vùng ven ngoại ô (exurban) thuộc Vành đai Mặt trời (Sun Belt).

## Lịch sử
Mặc dù đã xuất hiện nhiều nhà thờ lớn suốt trong dòng lịch sử hội thánh (nhà thờ Baptist Metropolitan Tabernacle của nhà thuyết giáo danh tiếng Charles Spurgeon ở Luân Đôn là một thí dụ, thu hút 5.000 người đến dự nhóm hằng tuần trong suốt nhiều năm, và nhà thờ Angelus Temple của nhà truyền thanh tôn giáo Aimee Semple McPherson tại Los Angeles với quy mô tương đương), sự phát triển mạnh mẽ của phong trào đại giáo đoàn, với số lượng lớn tín hữu tham dự các lễ thờ phượng đều đặn mỗi tuần, chỉ khởi phát từ thập niên 1950.

## Nối kết với giáo phái
Trong lãnh thổ nước Mỹ, hơn một nửa con số các đại giáo đoàn đều hoạt động trên căn bản phi giáo phái; còn những đại giáo đoàn vẫn tiếp tục duy trì mối quan hệ với các giáo hội rộng lớn hơn thường là các đại giáo đoàn thuộc giáo phái Baptist Nam phương (Southern Baptist), con số này chiếm tỉ lệ một phần năm tổng số đại giáo đoàn tại Hoa Kỳ. Tỷ lệ này ở các đại giáo đoàn liên kết với giáo phái Ngũ Tuần Assemblies of God là xấp xỉ một phần mười. Một phần mười khác thuộc các giáo phái của người Mỹ gốc Phi. Ngay cả những đại giáo đoàn có mối quan hệ giáo phái thường đồng quan điểm với các đại giáo đoàn khác hơn là với các nhà thờ nhỏ hơn trong giáo phái của mình; họ cũng không thích bộc lộ mối quan hệ giáo phái cách công khai vì tin rằng với phương cách ấy họ có thể thu hút nhiều người hơn.

## Điều chỉnh theo quy mô mới
Một đại giáo đoàn cần phải tự điều chỉnh cấu trúc tổ chức để có thể thích ứng với số lượng lớn tín hữu đến tham dự lễ thờ phượng cũng như những sinh hoạt khác của nhà thờ.
Tại một số đại giáo đoàn, lễ thờ phượng ngày càng được tổ chức qui củ hơn, và ngày càng canh tân hơn. Với quy mô của mình, một đại giáo đoàn đòi hỏi những nguồn lực mà một nhà thờ bình thường không thể. Họ tuyển dụng những nhạc công chuyên nghiệp để trình tấu âm nhạc hiện đại thay vì những bài thánh ca truyền thống. Nhiều tín hữu thích cảm giác trở nên một trong số hàng trăm hoặc hàng ngàn người cùng hiện diện trong lễ thờ phượng. Nhiều người khác thích "xem lễ" hơn là tích cực tham gia vào buổi lễ, và toàn thể buổi lễ thường có vũ đạo được chuẩn bị đến từng chi tiết nhỏ.
Lễ đường của các đại giáo đoàn được xây dựng theo những thiết kế có thể giúp mỗi người dự lễ đều có thể nghe và thấy mọi diễn tiến của buổi lễ. Không gian mở và thoáng giúp nới rộng tầm nhìn của người dự lễ, họ cũng được hỗ trợ bởi máy chiếu và các loại màn ảnh lớn; do trang bị dàn âm thanh kỹ thuật cao với công suất lớn, người nghe ít khi gặp những trở ngại về âm thanh. Nhiều nơi còn sử dụng loại ghế đơn như ở các nhà hát thay vì loại ghế dài thường thấy tại các nhà thờ theo truyền thống.
Vì cần có không gian để xây dựng những bãi đậu xe rộng lớn, các đại giáo đoàn có khuynh hướng chọn địa điểm ở những vùng ven các thành phố lớn trên những dải đất rộng một mẫu Anh (4.000 m²) hoặc hơn. Xu hướng gần đây là các đại giáo đường thường xây dựng một hoặc vài điểm thờ phượng được "truyền hình" từ nhà thờ chính; như vậy bài giảng của quản nhiệm trưởng chỉ được gởi đến tín hữu qua phương tiện video.
Mục vụ của những nhà thờ này cũng được điều chỉnh để thích ứng với quy mô của chúng. Phận sự giảng dạy được giao cho các ban ngành và được thực hiện trong các buổi nhóm nhỏ bên ngoài chương trình thờ phượng hằng tuần. Lễ thờ phượng này được chuẩn bị đặc biệt cho toàn thể giáo đoàn có đông người tham dự với nhiệt tâm. Về mặt quản trị, các đại giáo đoàn thường chỉ tổ chức một hội đồng thường niên để thông qua ngân quỹ và chuẩn thuận "ban quản trị"; trong một số trường hợp, quản nhiệm trưởng được giao thẩm quyền tuyệt đối trong mọi quyết định.
Nhiều đại giáo đoàn được hình thành từ nỗ lực đơn độc của một quản nhiệm có "ân tứ", thường là một nhà thuyết giáo có khả năng kết hợp tài hùng biện với kỹ năng tổ chức, thu hút ngày càng nhiều tín hữu đến tham dự các lễ thờ phượng hằng tuần của mình. Một số nhà thờ áp dụng phương pháp Hệ thống tế bào (một mạng lưới gồm những nhóm tín hữu họp mặt tại nhà riêng của trưởng nhóm để thờ phượng và học Kinh Thánh) của David Yonggi Cho. Trong một vài trường hợp có ẩn tàng nhân tố sùng bái cá nhân, điều này thường dẫn đến sự phân hóa nội bộ và những trở ngại về tổ chức khi người sáng lập về hưu, qua đời hay bị mang tai tiếng. Một số giáo đoàn đã chứng tỏ khả năng vượt qua những khó khăn này (Nhà thờ Lakewood vẫn tiếp tục tồn tại sau cái chết của người sáng lập); nhưng cũng có những thất bại (khi Robert Tilton rời bỏ chức vụ vì những tai tiếng về tài chính, nhà thờ của ông - Word of Faith Family Church ở Dallas, tiểu bang Texas – sau đó phải đóng cửa).

## Thành phần
Các đại giáo đoàn thu hút thế hệ baby boomer (s. từ năm 1945 – năm 1964), là những người ưa thích sự đầu tư và chuẩn bị chu đáo cho các buổi lễ tôn giáo, và những người chịu thuyết phục bởi quy mô tổ chức và phong cách sinh động của những đại giáo đoàn. Tại đây, một số người cảm thấy mình ẩn chìm trong đám đông khổng lồ, và điều đó làm họ thích thú. Số lượng lớn những người dự lễ không những không gây ra khó khăn mà còn trở thành lực hút của định chế đặc biệt này; hơn nữa, nhiều người khác cho rằng họ dễ cảm nhận sự hiện diện của Chúa Thánh Linh giữa khung cảnh hoành tráng của những đại giáo đoàn.
Tuy nhiên, đối với nhiều tín hữu Cơ Đốc, sự hào nhoáng của các buổi lễ cùng với sự thiếu giao tiếp cá nhân trong khi thờ phượng tại các đại giáo đoàn đã làm cho họ cảm thấy bối rối, ngay cả ở những nơi vẫn áp dụng phương pháp Hệ thống Tế bào cho những nhóm ít người.

## Những Đại Giáo đoàn tiêu biểu

### Nhà thờ Cộng đồng Willow Creek
Nhà thờ Cộng đồng Willow Creek (hoặc đơn giản là Nhà thờ Willow Creek) là một đại giáo đoàn Cơ Đốc Liên phái tại ngoại ô South Barrington thuộc thành phố Chicago, Illinois. Thành lập ngày 12 tháng 10 năm 1975 bởi Bill Hybels, hiện nay vẫn là Quản nhiệm trưởng của nhà thờ. Tại đây tổ chức ba lễ thờ phượng mỗi cuối tuần với số người tham dự lên đến khoảng 20.000, hiện nay là giáo đoàn lớn thứ hai tại Mỹ, chỉ đứng sau Nhà thờ Lakewood ở Houston, Texas, và được xem là giáo đoàn có nhiều ảnh hưởng nhất tại đất nước này theo một cuộc thăm dò các quản nhiệm trên toàn quốc.

#### Lịch sử
Được khởi xướng bởi Bill Hybels và Dave Holmbo từ những thành công của họ khi đang làm việc cho mục vụ thanh niên tại Nhà thờ South Park, và từ ước nguyện muốn thành lập một giáo đoàn để phát triển các phương pháp thích ứng cho việc dạy Kinh Thánh cũng như ứng dụng âm nhạc và kịch nghệ vào các chương trình thờ phượng. Ngày 12 tháng 10 năm 1975, tín hữu giáo đoàn nhóm lại lần đầu tiên tại một địa điểm thuê mướn của Nhà hát Willow Creek ở Palatine, Illinois. Năm 1977, nhà thờ mua được một khu đất rộng 90 mẫu Anh tại South Barrington để xây lễ đường. Lễ thờ phượng đầu tiên được tổ chức ở tòa nhà mới vào tháng 2 năm 1981. Từ đó, tòa nhà được nới rộng gấp đôi và khu đất được mở rộng đến 155 mẫu Anh. Hiện nay có gần 100 chương trình mục vụ được thiết kế để đáp ứng nhu cầu của các nhóm dân tộc và lứa tuổi khác nhau. Lễ đường Nhà thờ Willow Creek khánh thành năm 2005 với hơn 7.200 chỗ ngồi là thính đường lớn nhất Hoa Kỳ.

#### Xác tín
Nhà thờ Cộng đồng Willow Creek xác tín rằng sứ mạng của họ là "giúp mọi người chấp nhận đức tin Cơ Đốc để trở thành những môn đệ toàn tâm toàn ý của Chúa Giê-xu". Lập nền trên Kinh Thánh với xác tín rằng Kinh Thánh được soi dẫn bởi Thiên Chúa, là chân xác và là thẩm quyền tối hậu trên mọi vấn đề Kinh Thánh đề cập đến. Được soi dẫn bởi Kinh Thánh, giáo đoàn tin rằng:
- Chỉ có một Thiên Chúa, hiện hữu vĩnh cửu trong ba thân vị - Cha, Con, và Thánh Linh – mỗi thân vị đều sở hữu đầy đủ các thuộc tính thần thượng.
- Con người được Thiên Chúa dựng nên để tương giao với Ngài, nhưng do con người khước từ Thiên Chúa, họ cần phải nhận lãnh ân điển cứu rỗi qua sự hối cải và đức tin, hầu có thể phục hòa với Thiên Chúa.
- Chúa Giê-xu Cơ Đốc sống một đời vô tội trên đất và tự nguyện đền tội thay cho nhân loại bằng cái chết trên cây thập tự để cứu rỗi người tin nhận Ngài. Chúa Giê-xu sống lại từ kẻ chết và là đấng trung bảo giữa chúng ta và Thiên Chúa. Ngài sẽ trở lại để đoán xét thế gian.
- Chúa Thánh Linh cáo trách tội lỗi để đem tội nhân đến với Chúa Cơ Đốc và quyền năng của Ngài vận hành trong lòng tín hữu để tăng trưởng tâm linh và xứng hiệp phục vụ hội thánh.
- Sứ mạng của hội thánh là tôn vinh Thiên Chúa và phục vụ những người đang thiếu thốn.
- Đến ngày sau rốt, thân xác mọi người sẽ hồi sinh và sẽ chịu phán xét. Những ai được tha tội trong Chúa Cơ Đốc sẽ hưởng mối tương giao vĩnh hằng với Thiên Chúa.

#### Tổ chức
Với nhiều chương trình mục vụ dành cho các nhóm tuổi khác nhau, được đặt dưới sự hướng dẫn của bốn định chế lãnh đạo, nhà thờ Willow Creek thiết lập các "giáo đoàn khu vực" trong thành phố Chicago theo phương châm "Một nhà thờ. Nhiều Địa điểm". Mỗi giáo đoàn khu vực tự tổ chức lễ thờ phượng, nghiên cứu Kinh Thánh, cũng như các chương trình dành cho sinh viên và thiếu nhi. Nhà thờ cũng phát triển các chương trình mục vụ dành cho người vô gia cư và gái mại dâm tại khu vực trung tâm thành phố.

#### Hiệp hội Willow Creek
Năm 1992, Hiệp hội Willow Creek được thành lập nhằm kết nối các nhà thờ với mục tiêu "đến với những người chưa biết Chúa". Hiệp hội tổ chức các hội nghị huấn luyện và kỹ năng lãnh đạo cũng như phát triển các nguồn lực cho các nhà thờ thành viên. Hiện có hơn 11.000 nhà thờ thành viên đến từ 90 giáo phái và 45 quốc gia.
Từ năm 1996, Hiệp hội Willow Creek tổ chức Hội nghị Lãnh đạo thường niên. Diễn giả tại các hội nghị này có: Tổng thống Bill Clinton, Karen Hughes (Cố vấn Đặc biệt cho Tổng thống George W. Bush), Tim Sanders của Yahoo, và Mục sư Rick Warren.

### Nhà thờ Cộng đồng Saddleback Valley

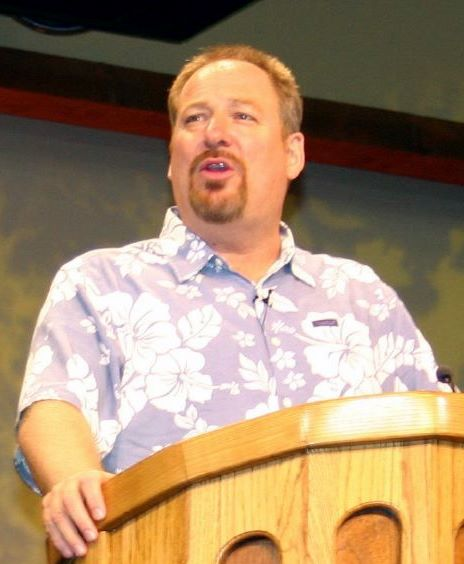
Rick Warren, Quản nhiệm trưởng Nhà thờ Saddleback

Nhà thờ Cộng đồng Saddleback Valley (gọi tắt là Nhà thờ Saddleback) là giáo đoàn thuộc giáo phái Baptist Nam phương tọa lạc tại Lake Forest, phía nam Quận Cam (Orange County), tiểu bang California. Thành lập năm 1980 bởi quản nhiệm trưởng Rick Warren, nhà thờ thu hút khoảng 12.000 đến 15.000 người đến tham dự các lễ thờ phượng mỗi tuần. Đây là giáo đoàn lớn nhất California và được kể trong số những nhà thờ lớn nhất nước Mỹ.

#### Lịch sử
Theo tự thuật của Rick Warren, Nhà thờ Saddleback được khai sinh từ một "khải tượng" đến với ông lúc ấy còn làm một quản nhiệm Baptist mới 19 tuổi. Thời điểm quyết định cho Warren là vào tháng 11 năm 1973 khi cậu và một người bạn thân, Danny, bỏ giờ học tại Đại học Baptist California và lái xe 350 dặm (khoảng 563 km) đường đến San Francisco để nghe Tiến sĩ W. A. Criswell thuyết giảng tại khách sạn Jack Tar. Warren thuật lại:
| “ | Sau giờ nhóm, người bạn và tôi đứng xếp hàng để bắt tay Tiến sĩ Criswell. Khi đến phiên tôi, một điều lạ lùng xảy ra. Criswell nhìn tôi với đôi mắt nhân hậu, tríu mến rồi nói, "Cậu thanh niên, tôi muốn đặt tay và cầu nguyện cho cậu!" Không chần chừ, ông đặt tay trên đầu tôi và thốt ra những lời cầu nguyện mà tôi không bao giờ quên, "Lạy Cha, con cầu xin ngài ban Chúa Thánh Linh cho người truyền đạo trẻ tuổi này bội phần hơn. Nguyện giáo đoàn mà người này chăm sóc sẽ phát triển lớn gấp đôi Nhà thờ Dallas. Lạy Chúa, xin ban phước dư dật trên người này." | ” |

### Hội Thánh Tin Lành Toàn Diện Yoido
Hội Thánh Tin Lành Toàn Diện Yoido là một giáo đoàn Ngũ Tuần tọa lạc trên Đảo Yeouido tại Seoul, Hàn Quốc. Với số thuộc viên lên đến 800 000 người trong năm 2006, đây là giáo đoàn Cơ Đốc giáo lớn nhất thế giới. Được thành lập và lãnh đạo bởi David Yonggi Cho từ năm 1958, Nhà thờ Yoido được xem là một biểu trưng quốc tế của Cơ Đốc giáo tại Hàn Quốc.

#### Lịch sử
Thành lập bởi David Yonggi Cho và nhạc mẫu của ông, Choi Ja-shil, cả hai đều là mục sư thuộc giáo hội Assemblies of God (Hội chúng Đức Chúa Trời). Ngày 15 tháng 5 năm 1958, buổi nhóm thờ phượng đầu tiên của nhà thờ được tổ chức tại nhà riêng của Choi Ja-shil. Nếu không kể hai vị mục sư, chỉ có ba cô con gái của Choi Ja-shil (một trong số họ về sau kết hôn với David Yonggi Cho) và một phụ nữ lớn tuổi, do phải trú mưa, đến dự. Hai mục sư nỗ lực đến thăm viếng từng gia đình, cung cấp những trợ giúp nhân đạo và tâm linh cho người nghèo, và cầu nguyện cho người bệnh. Trong vòng vài tháng, số thành viên lên đến 50 người, và phòng khách của Choi Ja-shil trở nên quá chật nên lễ thờ phượng phải tổ chức trong một căn lều được dựng lên ở sân sau.
Ngày 15 tháng 10 năm 1961, một lễ đường mới được khánh thành trên khu đất của nhà thờ ở Seodaemun. Đến năm 1964, số thuộc viên gia tăng đến ba ngàn người, và năm 1968 con số này là tám ngàn. Ngày 19 tháng 8 năm 1973 khánh thành ngôi nhà thờ mới được xây dựng trên Đảo Yoido giữa Sông Hàn.
Đến năm 1977, số thuộc viên của nhà thờ lên đến năm mươi ngàn, tăng gấp đôi mỗi hai năm. Ngày 30 tháng 11 năm 1981, con số này là 200 000. Lúc ấy, Nhà thờ Yoido được tạp chí Los Angeles Times công nhận là giáo đoàn lớn nhất thế giới.
Từ thập niên 1980, Nhà thờ Yoido quyết định thành lập các giáo đoàn vệ tinh trên khắp thành phố Seoul cùng các vùng lân cận. Mặc dù trong năm 1983 lễ đường được mở rộng đến 12 000 chỗ ngồi và phải tổ chức bảy lễ thờ phượng mỗi chủ nhật vẫn không đủ chỗ cho những người đến dự lễ. Năm 1992, khi số thuộc viên lên đến 700 000 người thì nhu cầu phát triển các giáo đoàn vệ tinh trở nên cấp bách. Ngày nay, mỗi chủ nhật Nhà thờ Yoido tổ chức 9 lễ thờ phượng trong 16 ngôn ngữ cho 800 000 người đến tham dự.